# Jari Larinto
Jari Larinto ist ein ehemaliger finnischer Skispringer und heutiger Skisprungtrainer.
Jari Larinto bestritt in der Saison 1979/80 insgesamt fünf Weltcup-Springen. Sein größter Erfolg war dabei ein 12. Platz in seiner Heimat Lahti am 9. März 1980. Mit den damit gewonnenen vier Weltcup-Punkten belegte er am Ende der Saison den 88. Platz in der Weltcup-Gesamtwertung gemeinsam mit Hiroyasu Aizawa, Andrzej Kowalski und Babis Babis.
Larinto ist heute Skisprungtrainer beim Verein Lahden Hiihtoseura in Lahti und trainierte dort unter anderem seinen Sohn Ville Larinto.